# Lac Nemenjiche
Lac Nemenjiche är en sjö i Kanada.   Den ligger i regionen Nord-du-Québec och provinsen Québec, i den östra delen av landet, 500 km norr om huvudstaden Ottawa. Lac Nemenjiche ligger 391 meter över havet. Arean är 9,1 kvadratkilometer. Den sträcker sig 6,5 kilometer i nord-sydlig riktning, och 2,9 kilometer i öst-västlig riktning.
Trakten runt Lac Nemenjiche är nära nog obefolkad, med mindre än två invånare per kvadratkilometer.